# David James Elliott

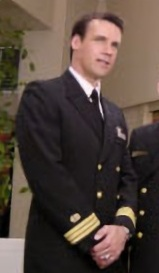
David James Elliott (2001)

David James Elliott (* 21. September 1960 in Milton, Ontario; eigentlich David William Smith) ist ein kanadischer Schauspieler.

## Leben und Leistungen
Elliott wurde als zweiter von drei Söhnen von Arnold und Patricia Smith als David William Smith geboren. Er wuchs in seinem Geburtsort Milton auf, verbrachte aber viel Zeit auf den Bahamas bei Verwandten seines Vaters, der von dort nach Kanada umgesiedelt war.
Als Jugendlicher begeisterte sich David James Elliott für Rockmusik. Er war Frontmann einer Band und verließ in seinem Abschlussjahr die Highschool, um seinen Traum von einer Musikkarriere zu verfolgen. Da sich der erhoffte Erfolg nicht einstellte, kehrte Elliott im Alter von 19 Jahren an die High School zurück und machte seinen Abschluss. Dort wurde er von einem Lehrer auf sein schauspielerisches Talent hingewiesen.
Anschließend besuchte er die Ryerson University in Toronto. Nach einem Vorsprechen für das Stratford Shakespearean Festival in Stratford (Ontario) wurde er Mitglied in dessen Young Company, wo er die folgenden zwei Jahre arbeitete. Seine erste größere Rolle hatte Elliott in der Anwaltsserie Street Legal.
1990 zog Elliott nach Los Angeles, wo er den Künstlernamen David James Elliott annahm, da zu diesem Zeitpunkt in der Schauspielergewerkschaft bereits ein David Smith registriert war.
Dem deutschen Publikum ist Elliott vor allem durch seine Rolle als Harmon ‚Harm‘ Rabb Jr. in der Fernsehserie JAG – Im Auftrag der Ehre bekannt. Nach dem Ende von JAG (2005 nach 10 Staffeln) spielte Elliott in der CBS-Serie Close to Home die Rolle des Bezirksstaatsanwalts D.A. James Conlon. 2015 verkörperte er John Wayne in Trumbo.
David James Elliott ist seit 1992 mit der Schauspielerin Nanci Chambers verheiratet. Die beiden haben zwei Kinder.

## Filmografie (Auswahl)
- 1986: Finish – Endspurt bis zum Sieg (The Boy in Blue)
- 1986: Die Campbells (The Campbells, Fernsehserie, Folge 1x03)
- 1986: Police Academy 3 – … und keiner kann sie bremsen (Police Academy 3: Back in Training)
- 1986: Nanga Parbat (The Climb)
- 1987: Chicago Blues (The Big Town)
- 1988–1991: Die Waffen des Gesetzes (Street Legal; Fernsehserie, 36 Folgen)
- 1989: Der Hitchhiker (The Hitchhiker, Fernsehserie, Folge 5x22)
- 1991: Gefährlicher Charme (Her Wicked Ways, Fernsehfilm)
- 1991: Fly by Night (Fernsehserie, 13 Folgen)
- 1992: Die Verschwörer (Dark Justice, Fernsehserie, Folge 2x07)
- 1992: Unter der Sonne Kaliforniens (Knots Landing, Fernsehserie, 3 Folgen)
- 1993–1994: Die Unbestechlichen (The Untouchables, Fernsehserie, 42 Folgen)
- 1994: Golden Gate (Fernsehfilm)
- 1994: Seinfeld (Fernsehserie, Folge 6x05 Die neue Couch)
- 1994–1995: Melrose Place (Fernsehserie, 4 Folgen)
- 1995: Unter der Last der Beweise (Degree of Guilt, Fernsehfilm)
- 1995–2005: JAG – Im Auftrag der Ehre (JAG, Fernsehserie, 227 Folgen)
- 1996: Zwei Väter unterm Tannenbaum (Holiday Affair, Fernsehfilm)
- 1997: Clockwatchers
- 2000: MADtv (Fernsehserie, Folge 5x16)
- 2001: Wahnsinn auf zwei Beinen (The Shrink Is In)
- 2003: Air Terror – Killerjagd über dem Pazifik (Code 11-14, Fernsehfilm)
- 2003: Yes, Dear (Fernsehserie, Folge 3x14)
- 2005: The Man Who Lost Himself (Fernsehfilm)
- 2006: Medium – Nichts bleibt verborgen (Medium, Fernsehserie, Folge 2x22)
- 2006–2007: Close to Home (Fernsehserie, 22 Folgen)
- 2008: The Rainbow Tribe
- 2008: The Guard (Fernsehserie, 7 Folgen)
- 2009: Last Impact – Der Einschlag (Impact, Miniserie, 2 Folgen)
- 2009: Gooby
- 2009: Die Ritter von Mirabilis (Knights of Bloodsteel, Miniserie, 3 Folgen)
- 2009: The Storm – Die große Klimakatastrophe (The Storm, Miniserie, 2 Folgen)
- 2010: Scoundrels (Fernsehserie, 8 Folgen)
- 2010: Terror Trap
- 2011: CSI: NY (Fernsehserie, 2 Folgen)
- 2012: GCB (Fernsehserie, 10 Folgen)
- 2012: Rufus
- 2013: Exploding Sun – Wenn die Sonne explodiert (Exploding Sun, Fernsehzweiteiler)
- 2014: Mad Men (Fernsehserie, Folgen 7x02–7x03)
- 2015: Scorpion (Fernsehserie, Folge 1x15 Der Football)
- 2015: Trumbo
- 2016: Secrets and Lies (Fernsehserie, 7 Folgen)
- 2017: Mom (Fernsehserie, Folge 4x13 Fremdküssen)
- 2017: Camera Store
- 2018: Affairs of State
- 2018: Believe Me: The Abduction of Lisa McVey (Fernsehfilm)
- 2018–2019: Impulse (Fernsehserie, 11 Folgen)
- 2019: The Obituary of Tunde Johnson
- 2019: Navy CIS: L.A. (NCIS: Los Angeles, Fernsehserie, 3 Folgen)
- 2019: The Kominsky Method (Fernsehserie, Folge 2x01)
- 2020: Spinning Out (Fernsehserie, 10 Folgen)
- 2021: Lansky – Der Pate von Las Vegas (Lansky)
- 2021: Swing (Heart of Champions)
- seit 2021: Heels (Fernsehserie)

## Auszeichnungen und Titel
- Jean Chalmers Auszeichnung als meistversprechender Schauspieler
- 1996: Das People Magazine wählt ihn zu einem der 50 bestaussehenden Männern der Welt.